# Китайский дисковый скат
Китайский дисковый скат, или платирина, (лат. Platyrhina sinensis) — вид хрящевых рыб из семейства платириновых отряда хвостоколообразных. Это скаты, ведущие донный образ жизни, с крупными, уплощёнными грудными и брюшными плавниками в форме сердцевидного диска, длинным хвостом и двумя спинными плавниками. На спине имеется ряд крупных колючек. Шипы у основания хвоста отсутствуют. Обитают в северо-западной и центрально-западной частях Тихого океана на глубине до 100 м. Максимальная зарегистрированная длина 68 см. Китайские дисковые скаты размножаются яйцеживорождением, эмбрионы изначально питаются желтком. Рацион состоит из червей, ракообразных и моллюсков.

## Таксономия
Впервые вид научно описан в 1801 году. Видове название дано по географическому месту обитания. Неотип представляет собой самца длиной 29,4 см, пойманного у берегов Гуандуна, Китай. Синтипы: самец длиной 42,1, пойманный в водах Вьетнама и 2 самки длиной 44,5 см и 58,5 см, полученные из Японии и.

## Ареал
Китайские дисковые скаты обитают в северо-западной и центрально-западной частях Тихого океана в субтропических водах у берегов Японии (Хоккайдо, Хонсю, Кюсю, Огасавара, Рюкю, Сикоку), Китая, Кореи, Тайваня и Вьетнама. Эти скаты встречаются у берега на глубине до 100 м, чаще всего между 30 и 40 м. Они предпочитают каменистое или песчаное дно.

## Описание
У китайских дисковых скатов грудные плавники образуют диск в форме сердца. Рыло притуплённое. Длинный хвост напоминает хвост акул, он слегка приплюснут, имеются боковые гребни. Имеются два крупных и закруглённых спинных плавника. Хвост оканчивается хвостовым плавником лишённым нижней лопасти. Зубы выстроены плотными рядами, образующими подобие тёрки, способной раскрошить панцирь жертвы. Кожа покрыта крошечными чешуйками. Внутри щёчно-глоточной полости также имеется несколько рядов зубцов.
Вдоль хребта расположены крупные колючки загнутые в виде крючков. В передней части спины и вокруг глаз также имеется пара колючек (у самой маленькой пойманной особи их можно было обнаружить на ощупь). Колючки не имеют светлой окантовки. Имеется дополнительный латеральный ряд колючек по обе стороны хвоста, а ростральные шипы отсутствуют. Кожа покрыта крошечными чешуйками одинаковой формы и размера. Максимальная зарегистрированная длина 68 см. Средний размер не превышает 30—50 см, а вес 200—500 г. Окраска дорсальной поверхности ровного коричневого цвета, брюхо белое.

## Биология
Эти скаты размножаются яйцеживорождением. Недавние исследования показали, что самцы и самки достигают половой зрелости при длине 37,1 см и 39,2 см в возрасте около 2—4 и 3—5 лет соответственно. Максимальная продолжительность жизни у самок и самцов оценивается в 12 и 5 лет соответственно. Рацион состоит из ракообразных и небольших рыб.

## Взаимодействие с человеком
Эти скаты не представляют интереса для коммерческого рыболовства, хотя их мясо съедобно. Иногда они попадаются в качестве прилова при коммерческом прибрежном промысле с помощью жаберных сетей, береговых ставных неводов и тралов. В ареале ведется интенсивная добыча. Международный союз охраны природы присвоил этому виду статус «Вымирающие виды».